# Nicaragua i olympiska sommarspelen 2004
Nicaragua i olympiska sommarspelen 2004 bestod av 5 idrottare som blivit uttagna av Nicaraguas olympiska kommitté.

## Friidrott
Herrarnas 100 meter:
- Carlos Abaunza
  - Heat: 11.17 s (8:a i heat 9, gick inte vidare, T-71:a totalt)

Herrarnas spjutkastning:
- Dalila Rugama
  - Kval: 51.42 m (19:e i grupp A, gick inte vidare, 40:a totalt)